# 테이셰바이니

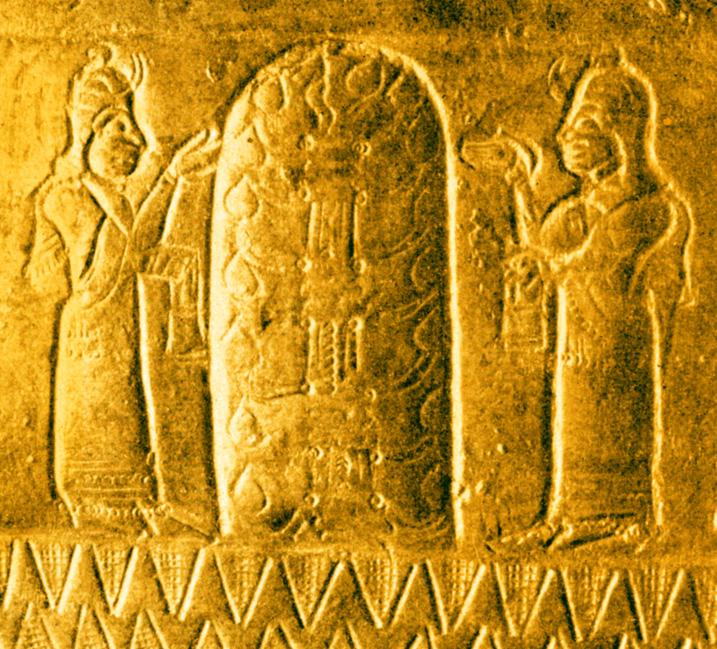
아르기쉬티 1세시대의 청동 투구
테이셰바이니의 요새 발굴시에 카르미르 블루르(붉은 언덕)에서 발견되었다.

테이셰바이니(현재의 카르미르-블루르)는 우라르투의 주요 도시 중의 하나였다.
테이셰바이니는 루사스 2세에 의해 기원전 7세기 전반에 건설되었다. 동부의 야만 킴메르와 스키타이인의 침입으로부터 보호하기 위해서였다. 왕궁과 요새도 루사스 2세에 의해 건설되었다. 요새는 우라르투의 전신의 이름을 따라서 테이셰바 요새로 불리며 50여 년 후인 루사스 3세 시절에 완성되었다. 면적은 약 40km2(100에이커) 가량이다.